# Eldkardinal
Eldkardinal (Piranga rubriceps) är en fågel i familjen kardinaler inom ordningen tättingar.

## Utseende och läte
Eldkardinalen har en slående fjäderdräkt, gul med jordgubbsröd huva och mörka vingar. Hos hanen är det röda mer utbrett än hos honan. Sången består av korta utbrott med klara och ljusa toner som kan vara överraskande vittljudande över bergssluttningarna.

## Utbredning och systematik
Fågeln förekommer i Anderna i Colombia och nordöstra Peru (Huánuco). Den behandlas som monotypisk, det vill säga att den inte delas in i några underarter.

### Familjetillhörighet
Släktet Piranga placerades tidigare i familjen tangaror (Thraupidae). DNA-studier har dock visat att de egentligen är tunnäbbade kardinaler, nära släkt med typarten för familjen röd kardinal.

## Levnadssätt
Eldkardinalen är en ovanlig fågel i höglänta molnskogar. Den påträffas i par eller smågrupper, vanligen högt i trädkronorna, ibland som en del av artblandade kringvandrande flockar.

## Status och hot
Arten har ett stort utbredningsområde, men tros minska i antal, dock inte tillräckligt kraftigt för att den ska betraktas som hotad. Internationella naturvårdsunionen IUCN listar arten som livskraftig (LC).